# Râul Bâsculița
Râul Bâsculița este curs de apă afluent al râului Bâsca Mare. Râul se formează la confluența a două brațe Izvorul Gropii și Tămășoiu

## Hărți
- Harta Siriu - Trasee Montane
- Harta Munții Buzăului [nefuncțională – arhivă]